# 双扇蕨
双扇蕨（学名：Dipteris conjugata）为双扇蕨科双扇蕨属下的一个种，為中大型蕨類。又稱鐵雨傘、破傘蕨、半把繖、松葉蘭、雄過山、灰背雙扇蕨，是台灣唯一的雙扇蕨科植物。屬於水龍骨目或裏白目（Gleicheniales）。

## 形態
- 根莖部

成體的莖直徑約1cm寬，根經常橫走狀，基部具窄批針型鱗片
- 葉部

葉柄長30-60cm，稻桿色，葉輪廓為圓形，裂成兩半，分別呈扇型，直徑20-60cm。為多回二叉撕裂之複葉，如同一把破傘。每一片裂片都有兩個主要葉脈(葉脈重複二叉分支)，分裂至距離基部超過3/4處。末裂片寬1-2cm，頂端漸尖。葉主脈重複二叉分支，明顯凸起於葉背。葉緣增厚，具粗鋸齒缺刻。幼葉密布柔軟紅褐色易脫落絨毛；成葉光滑無毛，葉背綠灰色。
- 孢子

孢子囊群小，紅棕色，沒有孢膜。散生狀，每一網眼中有一枚，著生在游離小脈上。

## 習性
喜霧氣較重的空曠地，主要生長在向陽的岩壁上或道路邊坡，地生或岩生。常大片生長，呈成林狀態。

## 分布
印尼、菲律賓、太平洋群島、中國西南部等地，澳洲也曾發現。
在台灣的分布為北端及南端，且在低海拔地區山脊線上。多生於岩壁。北部分布較南部為多，蘭嶼亦有分布。

## 用途
觀賞價值高，亦為藥用植物。